# Issa Sanogo
Issa Sanogo (30 novembre 1971) è un ex calciatore burkinabé, di ruolo difensore.

## Carriera

### Nazionale
Ha debuttato in Nazionale il 25 gennaio 2000, in Burkina Faso-Senegal (1-3). Ha partecipato, con la Nazionale, alla Coppa d'Africa 2000. Ha collezionato in totale, con la maglia della Nazionale, tre presenze.

## Statistiche

### Cronologia presenze e reti in Nazionale
| Cronologia completa delle presenze e delle reti in nazionale ― Burkina Faso | Cronologia completa delle presenze e delle reti in nazionale ― Burkina Faso | Cronologia completa delle presenze e delle reti in nazionale ― Burkina Faso | Cronologia completa delle presenze e delle reti in nazionale ― Burkina Faso | Cronologia completa delle presenze e delle reti in nazionale ― Burkina Faso | Cronologia completa delle presenze e delle reti in nazionale ― Burkina Faso | Cronologia completa delle presenze e delle reti in nazionale ― Burkina Faso | Cronologia completa delle presenze e delle reti in nazionale ― Burkina Faso |
| Data                                                                        | Città                                                                       | In casa                                                                     | Risultato                                                                   | Ospiti                                                                      | Competizione                                                                | Reti                                                                        | Note                                                                        |
| --------------------------------------------------------------------------- | --------------------------------------------------------------------------- | --------------------------------------------------------------------------- | --------------------------------------------------------------------------- | --------------------------------------------------------------------------- | --------------------------------------------------------------------------- | --------------------------------------------------------------------------- | --------------------------------------------------------------------------- |
| 25-01-2000                                                                  | Kano                                                                        | Burkina Faso                                                                | 1 – 3                                                                       | Senegal                                                                     | Coppa d'Africa 2000                                                         | -                                                                           |                                                                             |
| 29-01-2000                                                                  | Kano                                                                        | Zambia                                                                      | 1 – 1                                                                       | Burkina Faso                                                                | Coppa d'Africa 2000                                                         | -                                                                           |                                                                             |
| 01-02-2000                                                                  | Kano                                                                        | Egitto                                                                      | 4 – 2                                                                       | Burkina Faso                                                                | Coppa d'Africa 2000                                                         | -                                                                           |                                                                             |
| Totale                                                                      |                                                                             | Presenze                                                                    | 3                                                                           |                                                                             | Reti                                                                        | 0                                                                           |                                                                             |